# Фемлин
Фе́млин (англ. Femlin) — это персонаж, которых журнал Playboy помещает на своих страницах шуточных вечеринок.

## История создания
Фемлинов создал в 1955 году Лерой Нейман, когда издатель и, по совместительству, редактор журнала Хью Хефнер решил, что страницам с шутоными вечеринками нужен некий визуальный элемент. Слово «фемлин» — это контаминация английских слов female (женский) и gremlin (гремлин). Они изображаются как чёрно-белые вредные маленькие человечки женского пола, где-то от десяти до двенадцати дюймов ростом, которые из одежды носят только оперные перчатки, чулки и туфли на каблуках. Обычно изображаются в сценках делающими что-нибудь с предметами с размерами как в реальной жизни, такими, как туфли, драгоценности, ожерелья и т. д.
Фемлины появлялись на страницах шуточных вечеринок в каждом номере журнала с момента их создания, а также много раз появлялись на обложке журнала.